# Ministère des Affaires étrangères (république de Chine)
Pour les articles homonymes, voir Ministère des Affaires étrangères.
Le ministère des Affaires étrangères (officiellement en anglais : Ministry of Foreign Affairs (MOFA), en chinois traditionnel : 外交部 ; pinyin : Wàijiāo bù) est un des ministères de la branche exécutive du gouvernement de la république de Chine (en), chargé de la définition, de la gestion et de la mise en œuvre de la diplomatie taïwanaise.

## Administration interne
Le ministère des Affaires étrangères de Taïwan est dirigé par un(e) ministre assisté(e) d'un(e) vice-ministre, de deux adjoint(e)s et d'un(e) secrétaire général(e).